# Libertador General Bernardo O'Higgins
Region de O'Higgins, formellt Sexta region de O'Higgins är en region i Chile. Den har nummer 6 och har fått namnet från Bernardo O'Higgins.

## Provinser
- Provincia de Cachapoal
- Provincia de Colchagua
- Provincia de Cardenal Caro

## Största städer
- Rancagua
- Pichilemu
- San Fernando